# Lake Champlain
Der Lake Champlain (‚Champlainsee‘, frz. Lac Champlain) ist das neuntgrößte Binnengewässer in den Vereinigten Staaten.
Er liegt südlich von Montreal zwischen den Green Mountains und den Adirondack Mountains an der Grenze der US-Staaten Vermont und New York und hat im Norden noch geringen Anteil in der kanadischen Provinz Québec. Er ist nach Samuel de Champlain benannt, der ihn 1609 erforschte und ab dem 4. Juli des Jahres befuhr. Zu diesem Zeitpunkt galt er als Grenze zwischen den Stämmen der Algonkin im Osten und den Irokesen im Westen, was sich auch in den Namen ausdrückte, die die Urbewohner dem See gegeben hatten: Pe-Tonbonque (etwa: „Wasser, das zwischen ihnen [den Stämmen] liegt“) bei den Algonkin, Caniaderi-Guarunte (etwa: „See, der das Tor zum Land ist“) bei den Irokesen.
Im etwa 180 km langen und bis zu 19 km breiten Champlainsee liegen etwa 80 Inseln, von denen eine ein eigenes County im US-Staat Vermont bildet. Nach den fünf Großen Seen im Mittleren Westen, dem Großen Salzsee in Utah, dem Iliamnasee in Alaska und dem Okeechobeesee in Florida steht er an neunter Stelle der nach Wasserfläche größten Seen der Vereinigten Staaten.

## Geschichte
Nach Entdeckung des Sees durch Samuel de Champlain 1609 gehörte dieser mit den umliegenden Gebieten zu Neufrankreich, bis dieses im Verlaufe des Siebenjährigen Krieges (1754–1763) von den Briten erobert wurde. Die Franzosen erbauten mehrere Forts entlang des Sees, von denen das bedeutendste Fort Carillon war, welches 1755 zu Beginn des Siebenjährigen Krieges am Südende des Sees errichtet wurde. Das Fort war mehrfach der Schauplatz militärischer Auseinandersetzungen zunächst zwischen Franzosen und Briten und dann zwischen Briten und Amerikanern.
Während des Amerikanischen Unabhängigkeitskrieges (1775–1783) kam es auf dem Lake Champlain am 11. Oktober 1776 zum Seegefecht bei Valcour Island, der ersten Seeschlacht der United States Navy. Sie endete mit einem Sieg der Briten.
Am 11. September 1814 erstritt die amerikanische Flotte unter Commodore Thomas Macdonough einen Sieg gegen die anrückenden Briten, als diese von Kanada aus eine Invasion des Staates New York versuchten (Schlacht bei Plattsburgh).
Im 19. Jahrhundert wurde der Champlainsee durch ein Kanalsystem mit dem Hudson River verbunden. Die Häfen Burlington, Port Henry und Plattsburgh sind nur noch von geringem kommerziellen Interesse.
Bekannt wurde das Gewässer durch ein angebliches Seeungeheuer, das nach seinem Entdecker de Champlain Champ genannt wird. Tatsächlich notierte de Champlain lediglich die Sichtung eines ihm unbekannten Fisches, dessen Beschreibung den im See lebenden Stör passt.
Seit 1982 steht Champ unter gesetzlichem Schutz, da er zu einer wichtigen Touristenattraktion geworden ist.

## Inseln
Der Champlainsee umfasst ungefähr 80 Inseln, einschließlich eines ganzen Countys in Vermont.
- Isle La Motte
- Grand Isle (Vermont), einschließlich South Hero (Vermont)
- North Hero
- Valcour
- Three Sisters
- Two Brothers
- Burton Island
- Cloak Island
- Garden Island – „Gunboat Island“
- Crab Island (New York)
- Damon Island
- Hen Island

## Leuchttürme

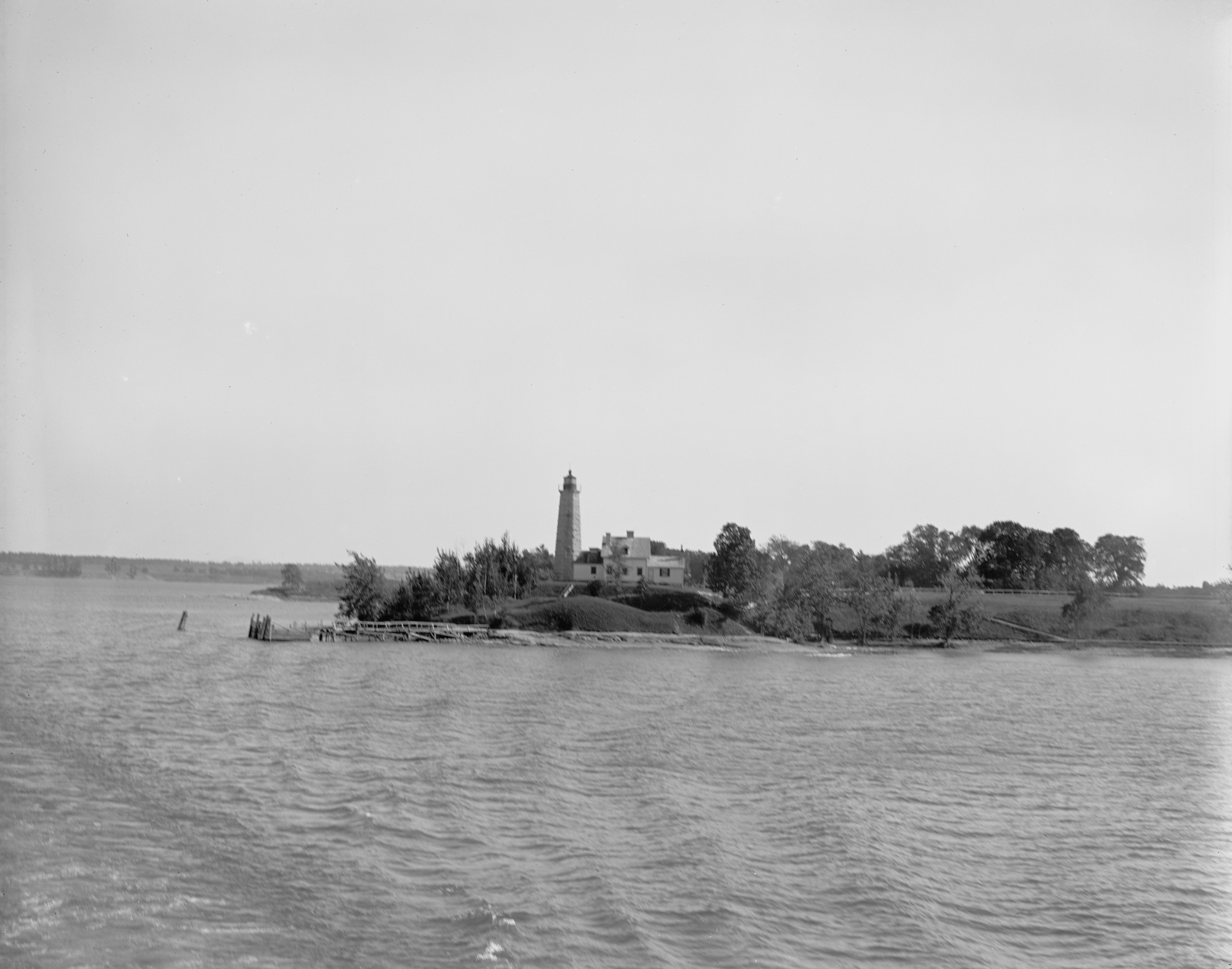
Leuchtturm am Crown Point (New York)

- Historischer gemauerter Leuchtturm am Cumberland Head.
- Rosa Leuchtturm am Nordende der Isle La Motte.
- Historischer Leuchtturm in Privatbesitz am Point Au Roche, Beekmantown, New York.

## Infrastruktur

### Fähren
Die Lake Champlain Transportation Company bietet nördlich von Ticonderoga drei Fährverbindungen an:
- Charlotte, Vermont – Essex, New York
- Burlington, Vermont – Port Kent, New York
- Grand Isle, Vermont – Plattsburgh, New York

### Brücke
An der Engstelle zwischen Crown Point, New York und Chimney Point, Vermont wird der See von der Lake Champlain Bridge überquert.